# Zagrodnica-Kolonia
Zagrodnica-Kolonia – część miasta Izbica Kujawska, położona na południe od izbickiej starówki, w rejonie ulic Zielonej i Cmentarnej.

## Historia
Zagrodnica-Kolonia to dawniej samodzielna kolonia należąca od 1867 do gminy Zagrodnica (której była siedzibą) w powiecie kolskim  w guberni kaliskiej. 31 maja 1870 do gminy przyłączono pozbawioną praw miejskich Izbicę, po czym gminę Zagrodnica przemianowano na Izbica.
Za II RP Zagrodnica-Kolonia należała do gminy Izbica w powiecie kolskim, od 1919 w województwie łódzkim. 19 października 1933 otrzymała status gromady (sołectwa) w gminie Izbica. Od 1 kwietnia 1938 w województwie poznańskim.
Po wojnie zachowała przynależność administracyjną, stanowiąc jedną z 34 gromad gminy Izbica. W związku z reformą administracyjną kraju jesienią 1954 weszła w skład nowo utworzonej gromady Izbica Kujawska I w powiecie kolskim w województwie poznańskim.
Gromadę Izbica Kujawska I zniesiono 1 stycznia 1958 w związku z nadaniem jej statusu osiedla, w związku z czym Zagrodnica-Kolonia stała się integralną częścią Izbicy Kujawskiej. 1 stycznia 1973 Izbica Kujawska odzyskała utracone w 1870 roku prawa miejskie, przez co Zagrodnica-Kolonia stała się obszarem miejskim.